# Julian Przyboś
Julian Przyboś (Gwoźnica, 5 marzo 1901 – Jaronty, 6 ottobre 1970) è stato un poeta polacco d'avanguardia.
Famoso per le sue raccolte, ricordiamo: Viti (1925), A due mani (1926), Nel fondo del bosco (1932), Finché viviamo (1944), Prove d'interesse  (1961).